# Einfacher Flaschenzug
Der einfache Flaschenzug ist eine Technik, um beim Klettern oder in der Bergrettung mit vorhandenen Mitteln das Prinzip des Flaschenzugs zu improvisieren.

## Anwendung

Drei verschiedene Anwendungen
A = Einfacher Flaschenzug, B = Selbstaufzug, C= Rettungszug

Der einfache Flaschenzug mit Kletter- oder Statikseilen dient in der Jugendarbeit und im Outdoortraining zum Spannen von Seilen, beispielsweise das Tragseil, die Geländerseile und das Sicherungsseil bei einer Seilbrücke oder bei einer Seilbahn.
Er dient auch zum Heben oder Ziehen von Lasten, beispielsweise in der Bergrettung, Höhenrettung und in der Seilunterstützten Baumklettertechnik (Baumpflege).
Als Selbstaufzug bietet er mit der Münchhausentechnik eine Alternative zum Aufstieg mit Prusikschlingen.

## Herstellung
Eine Seilrolle dient als Umlenkpunkt, fixiert beispielsweise mit einer Bandschlinge an einem Baum. Dabei soll die Bandschlinge ein Kräftedreieck bilden, dessen Winkel an der Rolle kleiner als 60 Grad ist. Das Zugseil wird durch die Rolle geführt. Am Lastseil wird eine zweite Umlenkrolle befestigt, beispielsweise mit einem Prusikknoten, einem Kreuzklemmknoten, oder einem Karabinerklemmknoten. Der Kreuzklemmknoten und der Karabinerklemmknoten funktioniert auch mit einer Bandschlinge. Alternativ kann auch eine Brust- oder Steigklemme oder ein Tibloc verwendet werden.

## Rücklaufsperre
Wenn der Flaschenzug zum Ziehen oder Heben von Lasten verwendet wird, muss eine Rücklaufsperre in das Lastseil eingebaut werden. Beispielsweise eine Gardaschlinge mit zwei baugleichen Karabinern, eine Kara-Acht-Schlinge mit einem Karabiner und einem Abseilachter, eine Brust- oder Steigklemme oder ein Tibloc. Dann blockiert die Rücklaufsperre das Lastseil nach jedem Hub, und die zweite Rolle kann für den nächsten Hub wieder weiter weggeschoben werden.

Rücklaufsperre
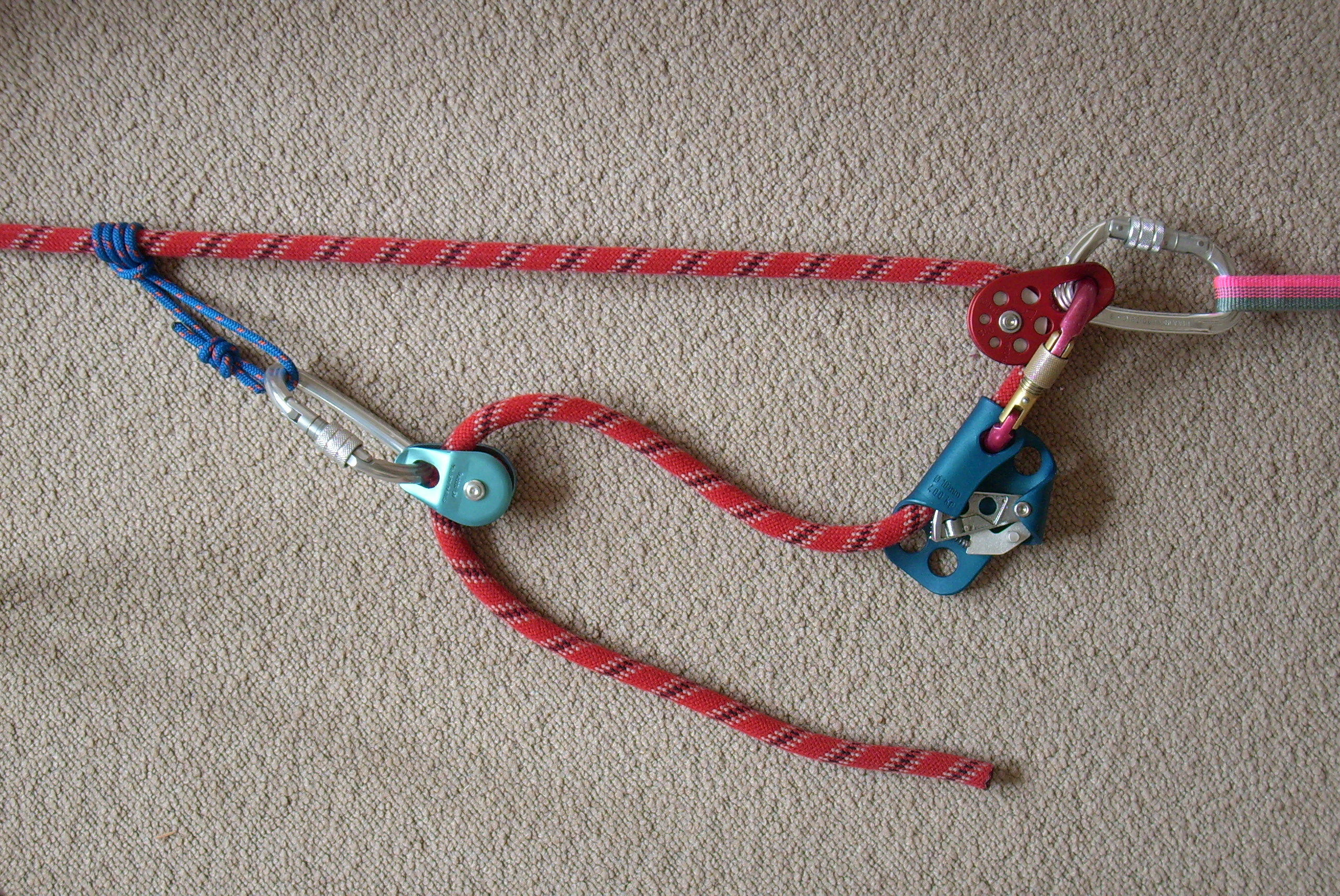
Rücklaufsperre blockiert
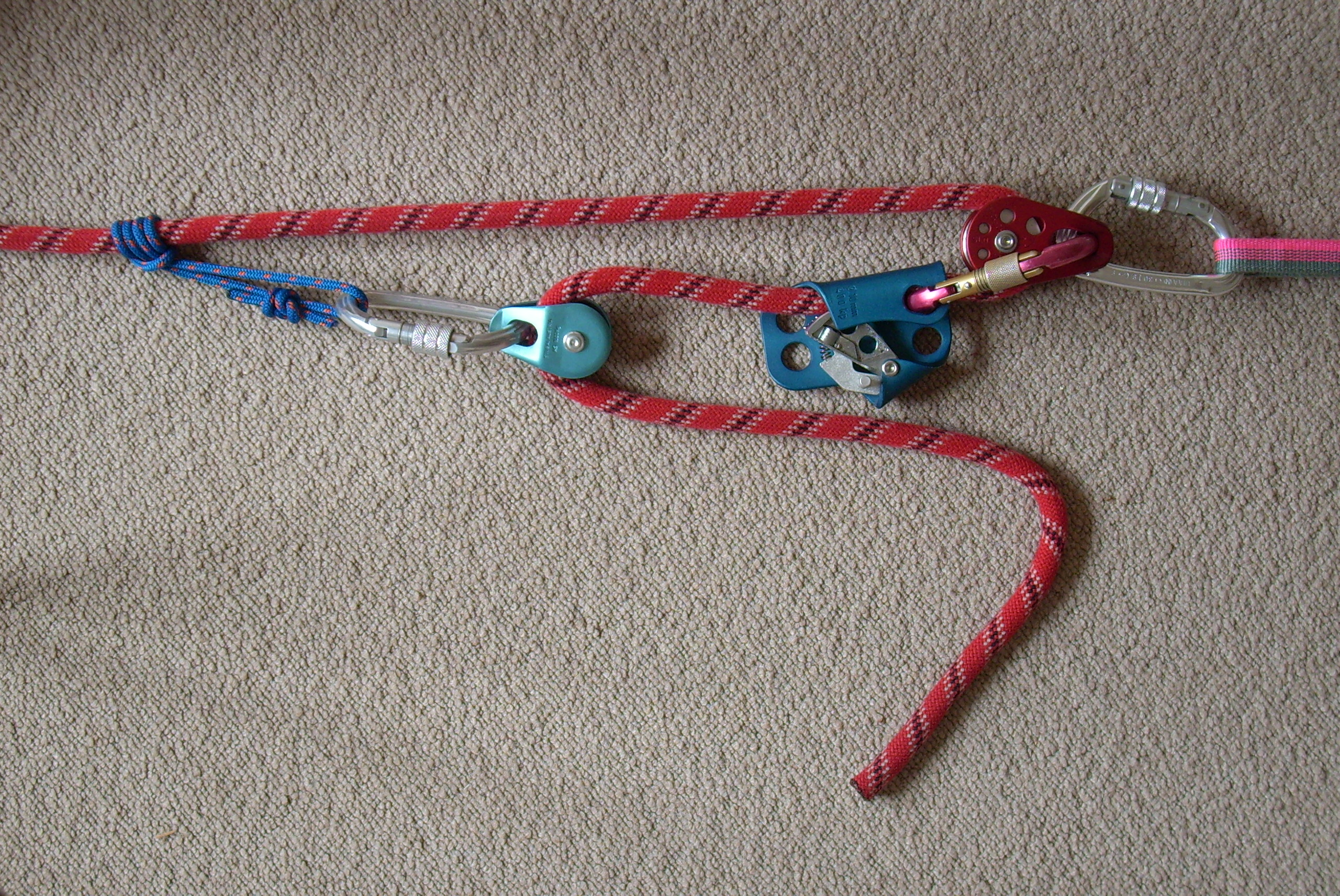
Rücklaufsperre frei
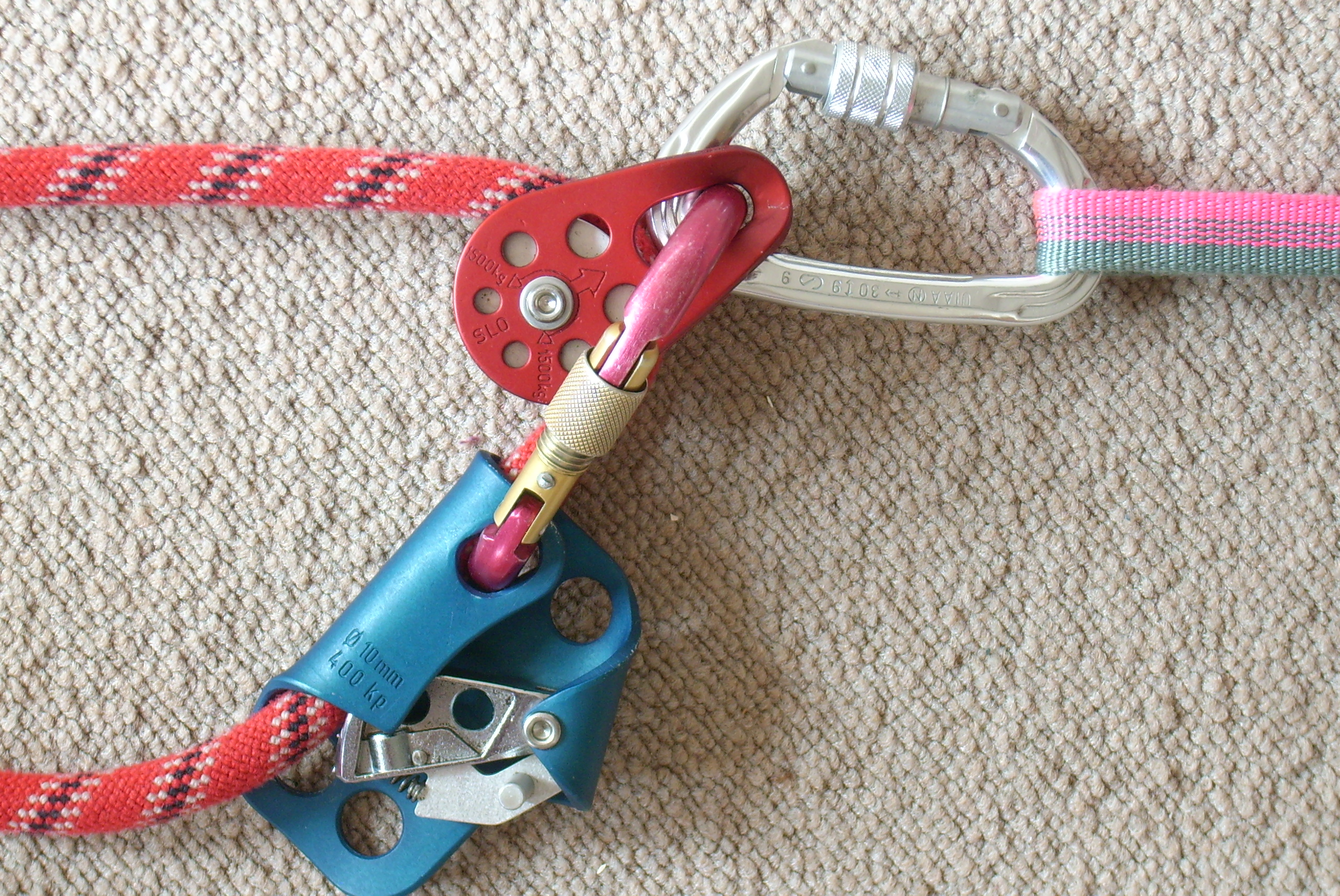
Mit Rolle und Seilklemme
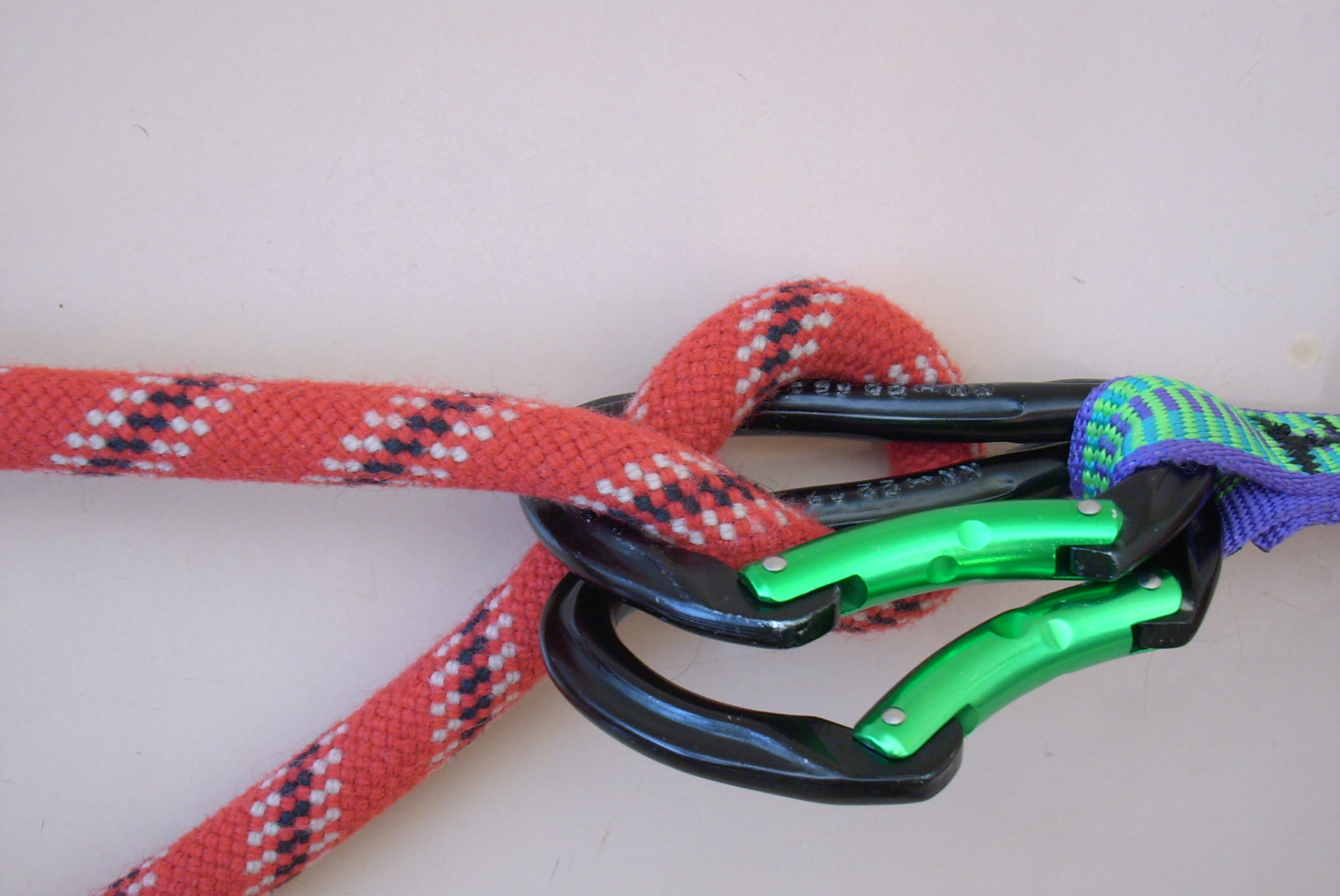
Mit Gardaschlinge

Alternativ kann statt der ersten Umlenkrolle auch eine Garda-Rücklaufsperre verwendet werden. Oder eine Seilrolle mit eingebauter Rücklaufsperre. Oder kostengünstiger, aber etwas aufwändiger, da sie bei jedem Hub von Hand nachgeschoben werden muss, eine Prusikschlinge.

## Übersetzung und Reibungsverlust

Kräfte des Seilspanners an einem Baum,
bei verschiedenem Aufbau.
Spannungsverhältnis an der Zugfeder (A) = 1:2 und (B) = 1:3

### Bei Zugrichtunggegen die Last
Das theoretische Übersetzungsverhältnis beträgt 1: 2. Am Zugseil muss also lediglich die halbe Kraft (50 %) aufgewendet werden. Durch Reibungsverluste wird dieses Ideal aber nicht erreicht:
| Umlenkung             | aufzuwendende Kraft | Übersetzung |
| --------------------- | ------------------- | ----------- |
| theoretisch           | (50 %)              | (1: 2)      |
| bolzengelagerte Rolle | 58 %                | 3 : 5       |
| Karabinerhaken        | 66 %                | 2 : 3       |

Die Differenz wird in Wärme und Abrieb umgesetzt. Der Weg am Zugseil ist davon unabhängig doppelt so groß wie am Lastseil.

### Bei Zugrichtungmit der Last(Seilspanner / Rettungszug)
Hier beträgt das theoretische Übersetzungsverhältnis 1: 3, d. h. am Zugseil wird nur ein Drittel der „Hand–zugkraft“ benötigt, um über zwei Rollen das Seil mit dreifacher Kraft zu spannen.

Aufbau als Seilspanner
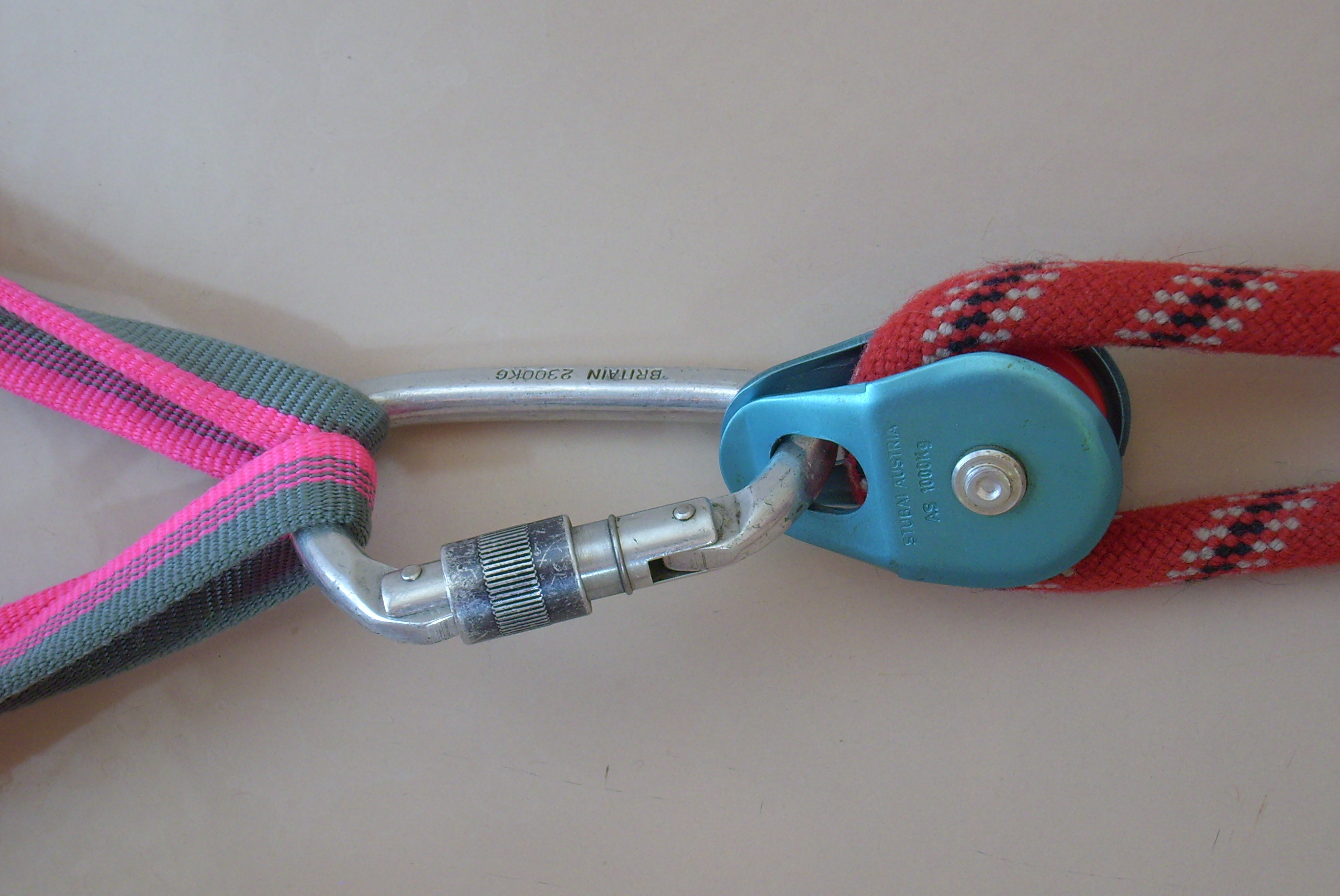
Erste Umlenkrolle (in der Bandschlinge am Baum = Fixpunkt links) ändert die Zugrichtung
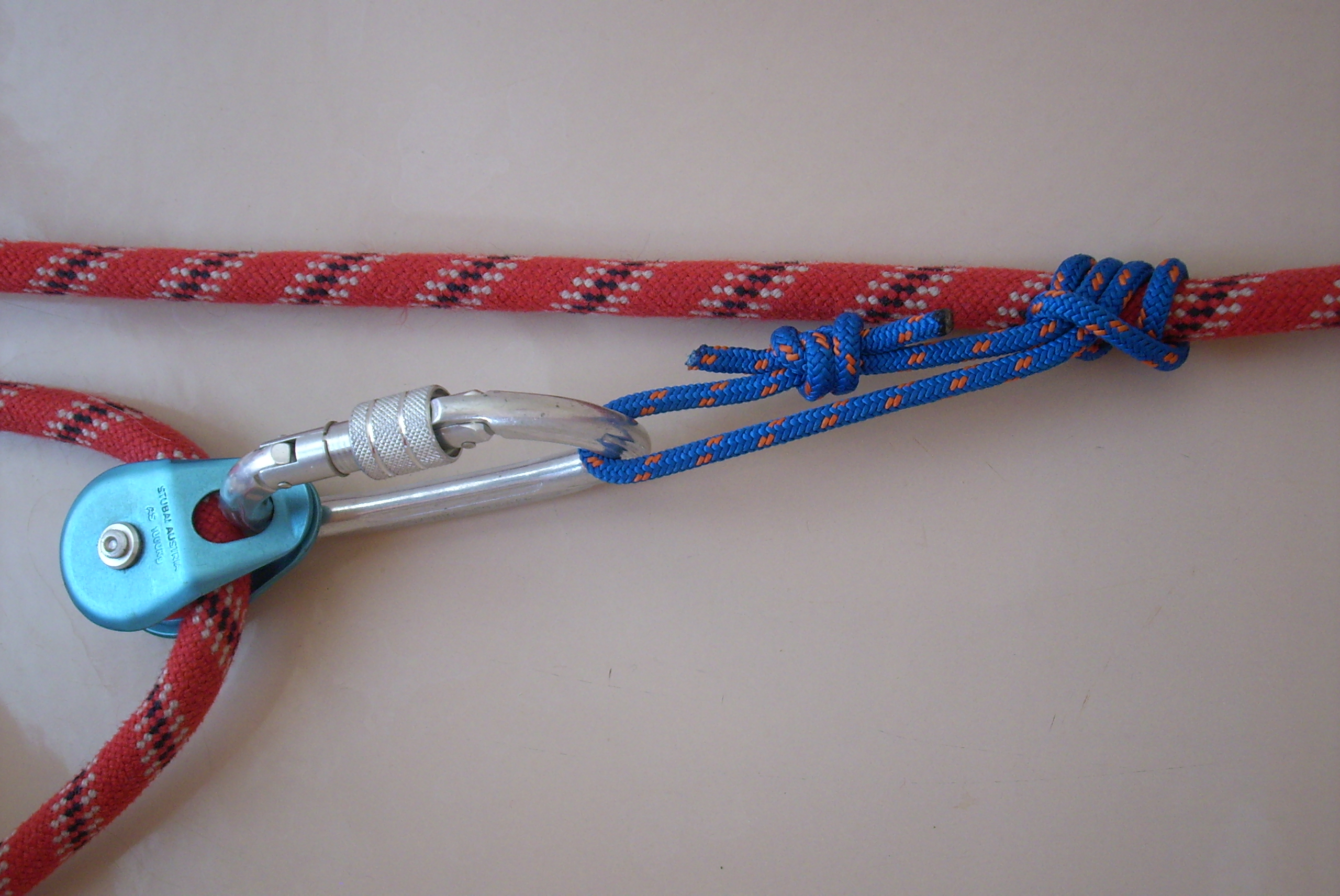
Zweite Umlenkrolle an Prusikschlinge (Last rechts, Zugseil nach links unten) Zugkraft 1:3
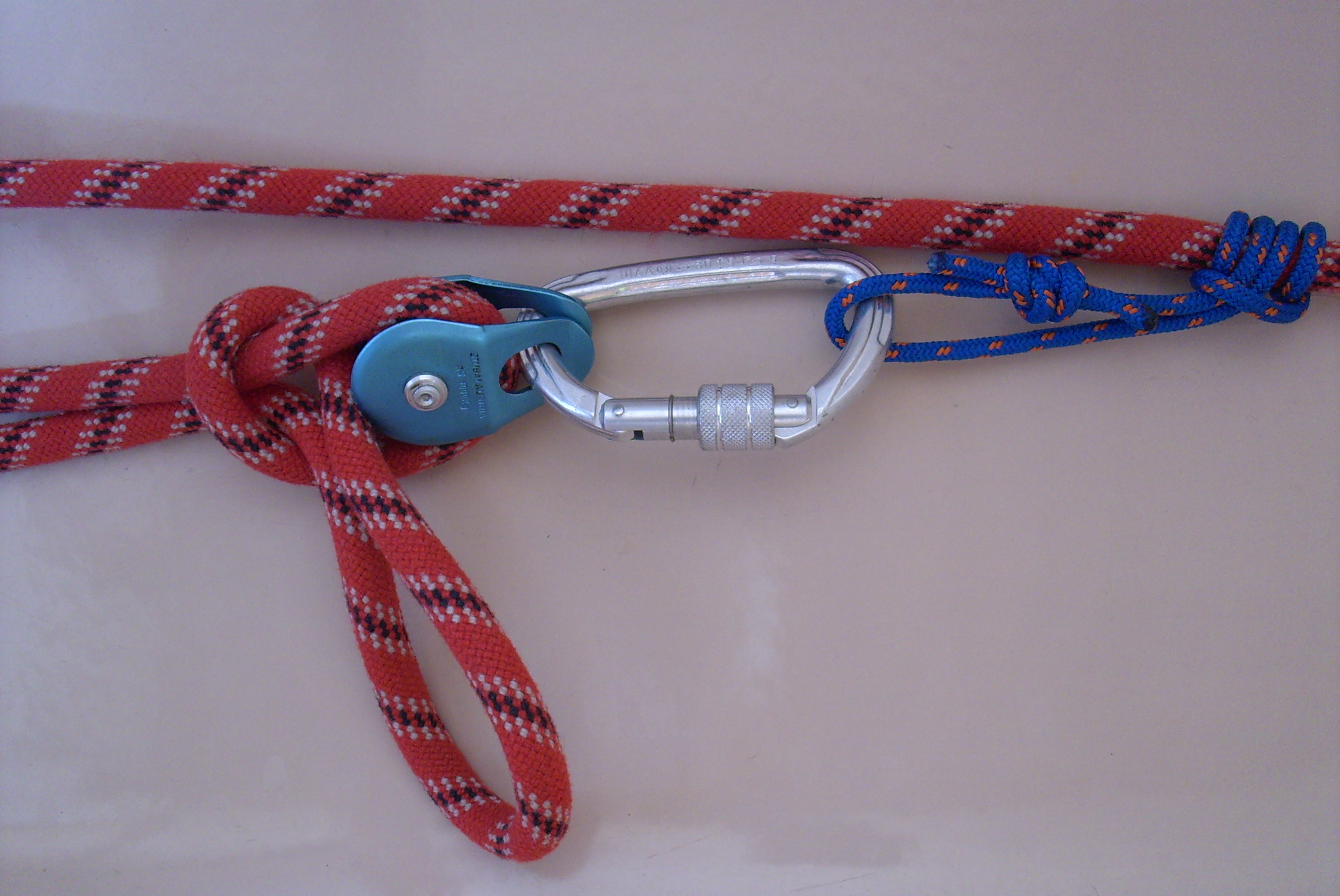
Sicherung mit halbem Schlag auf Slip
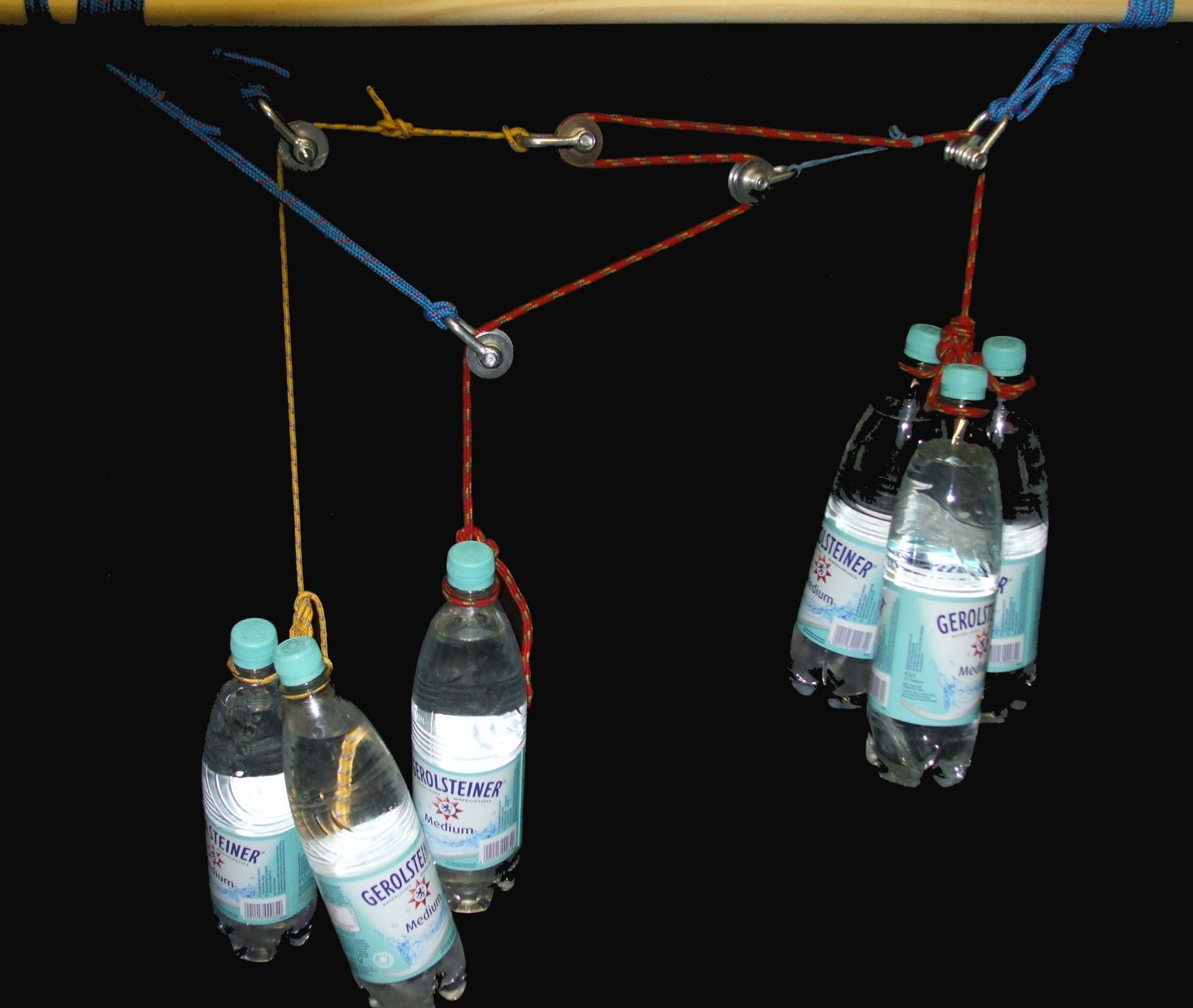
Demo der Kräfte Links(gelb) = Fixpunkt Mitte = „Handzug“ Rechts = Seilspannung

## Alternativen
- Einfacher ist ein Flaschenzug mit Karabinerhaken als Umlenkung (hat aber mehr Reibung als mit Rollen).
- Der Fuhrmannsknoten verwendet gar keine metallenen Umlenkungen, sondern eine Seilschlinge und ist deshalb nur für geringe Lasten geeignet (siehe Gefahren).
- Rollen anstelle von Umlenkkarabinern vermindern die Reibungsverluste und erhöhen somit den Wirkungsgrad.

## Gefahren
- Wenn Seil über Seil oder durch eine Bandschlinge laufen würde, entsteht durch den Druck und die Bewegung zu viel Reibungswärme, die zur Verbrennung des Materials führt.
- Die Rücklaufsicherung versagt bei größerer Last, beispielsweise eine Seilklemme bei ca. 400 daN.
- Die Gardaschlinge quetscht das Seil und verringert die Bruchlast.

## Abwandlungen

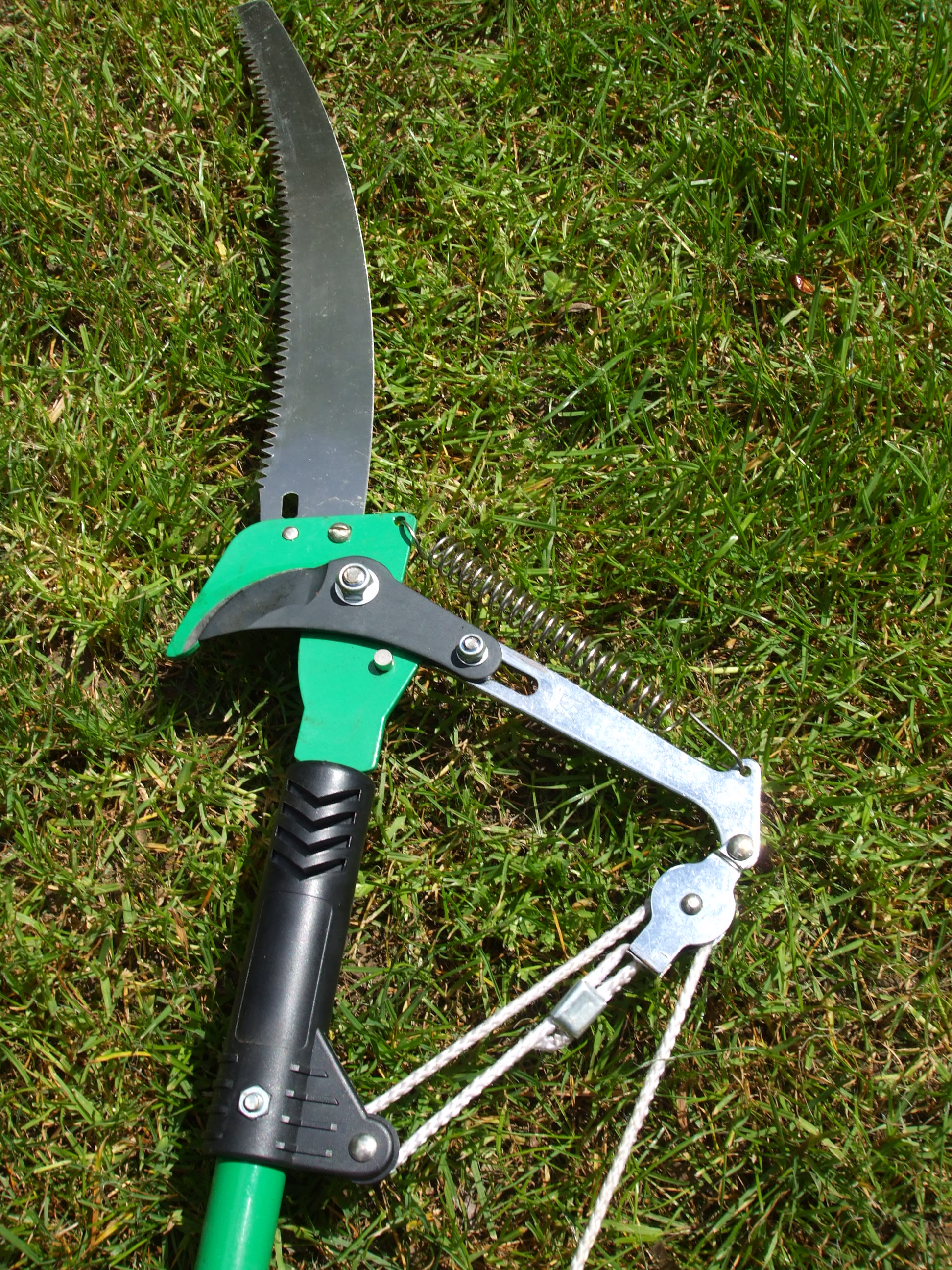
Astschere mit 1:3 Seilzug

Weitere Formen sind im theoretischen Artikel Flaschenzug beschrieben.
- Dreifache oder fünffache Übersetzung findet man bei Astscheren für den Obstbaumschnitt.
- Vierfache Übersetzung hat der doppelte Flaschenzug.
- Fünffache Übersetzung hat der Schweizer Flaschenzug.